# Mate Parlovs sporthall
Mate Parlovs sporthall (kroatiska: Dom sportova Mate Parlov) är en sporthall och multiarena i Pula i Kroatien. Den invigdes år 1978 och är sedan år 2008 uppkallad efter den kroatiske boxaren Mate Parlov (1948–2008). Sporthallen är belägen på gatuadressen Galijotska ulica i stadsdelen Veruda och har varit arena för internationella mästerskap, däribland Europamästerskapet i volleyboll för damer 2005 och världsmästerskapet i handboll för herrar 2009.  

## Beskrivning
Sporthallens totala yta uppgår till 13 274,90 m². Den uppfördes år 1978 och renoverades år 2003 och år 2010. Inomhusanläggningen har fyra hallar: Stora hallen (yta på 1090,20 m² och 2 312 sittplatser), boxning- och judohallen (yta på 411 m²), bordtennishallen (yta på 158,60 m²), en multifunktionell hall (274,85 m² och 100 sittplatser) och en bowlinghall (yta på 305,50 m²). Därtill finns 12 omklädningsrum, sauna och gym.
Vid sporthallen finns en parkeringsplats vars yta uppgår 5.977,30 m² och har 234 parkeringsplatser.
Sporthallen nyttjas av olika idrottsklubbar, däribland ŽRK Arena, MRK Arena, OK Pula, BK Pula, HK Istarski borac, STK Pula, KK Uljanik med flera.  